# تشارلز كوال
| الكويكبات المكتشفة : 19                               | الكويكبات المكتشفة : 19 |
| ----------------------------------------------------- | ----------------------- |
| قائمة الكواكب الصغيرة: 1001–2000                      | 31 يناير 1970           |
| لوريتا 1939 ‏                                          | 17 أكتوبر 1974          |
| 1981 ميداس                                            | 6 مارس 1973             |
| شيرون 2060                                            | 18 أكتوبر 1977          |
| 2063 Bacchus                                          | 24 أبريل 1977           |
| 2102 Tantalus                                         | 27 ديسمبر 1975          |
| 2134 Dennispalm                                       | 24 ديسمبر 1976          |
| آلخثوس 2241                                           | 22 نوفمبر 1979          |
| 2340 حتحور                                            | 22 أكتوبر 1976          |
| قائمة الكواكب الصغيرة: 2001–3000                      | 4 أكتوبر 1978           |
| 2629 Rudra                                            | 13 سبتمبر 1980          |
| قائمة الكواكب الصغيرة: 3001–4000                      | 28 أغسطس 1981           |
| قائمة الكواكب الصغيرة: 3001–4000[1]                   | 11 فبراير 1977          |
| قائمة الكواكب الصغيرة: 4001–5000[2]                   | 29 نوفمبر 1978          |
| قائمة الكواكب الصغيرة: 4001–5000                      | 28 أغسطس 1981           |
| قائمة الكواكب الصغيرة: 4001–5000                      | 29 نوفمبر 1980          |
| قائمة الكواكب الصغيرة: 5001–6000                      | 26 يونيو 1974           |
| (24617) 1978 WU[2]                                    | 29 نوفمبر 1978          |
| (73669) 1981 WL2                                      | 25 نوفمبر 1981          |
| 1. 1 with Edward L. G. Bowell 2. 2 with شيلت جون بوبي |                         |

تشارلز توماس كوال (بالإنجليزية: Charles Thomas Kowal) هو عالم فلك أمريكي ، ولد في 8 نوفمبر 1940.

## اكتشافاته
اكتشف تشارلز كوال اثنين من أقمار كوكب المشتري يدا في عام 1974 للميلاد وثيميستو في عام 1975 للميلاد على الرغم من أن هذا القمر ثيميستو تم فقد أثره ولم تتم إعادة اكتشافه حتى عام 2000 للميلاد.
اكتشف أيضاً عدداً من الكويكبات والمذنبات الغير مألوفة كالكوكب الصغير تشيرون 2060 في عام 1977 للميلاد،

## الجوائز
- فاز تشارلز كوال بميدالية جيمس كريغ واتسون في عام 1979.
- كان كوال منح الأولي (2004) جائزة نيوتن للتاريخ العلمي لاكتشافه المذهل أن جاليليو جاليلي كان قد شاهد كوكب نبتون.